# Ola Nilsson (författare)
Ola Nilsson, född 1972 i Kiruna, är en svensk författare.

## Författarskap
Han debuterade 2005 med Prosa åren 1995–2005, som gavs ut på Hammerdal förlag. Nilsson gav ut ytterligare en bok på förlaget, 2007 års Nattbete, för att därefter övergå till Natur & Kultur. 2010 utkom romanen Hundarna, för vilken Nilsson belönades med Norrlands litteraturpris. I februari 2011 utgavs Änglarna, och 2012 Kärleken gömmer minnet. Dessa tre sistnämnda bildar en trilogi om folket och livet i Hammerdal i norra Jämtland där han tillbringade skolåren.

## Priser och utmärkelser
- 2010 – Norrlands litteraturpris
- 2012 – Länstidningen Östersunds Kulturpris
- 2013 – Göteborgs Stads författarstipendium
- 2015 – Svenska Dagbladets litteraturpris för Isidor och Paula
- 2015 – Svenska Akademiens Stipendium ur Lena Vendelfelts minnesfond